# Вишняково (Псковська область)
Вишняково (рос. Вишняково) — присілок в Печорському районі Псковської області Російської Федерації.
Населення становить 43 особи. Входить до складу муніципального утворення Крупська волость.

## Історія
Від 2015 року входить до складу муніципального утворення Крупська волость.

## Населення
| 2001 | 2002 | 2010 |
| ---- | ---- | ---- |
| 60   | ↘45  | ↘43  |